# Pierrelaye
Pierrelaye è un comune francese di 8 084 abitanti situato nel dipartimento della Val-d'Oise nella regione dell'Île-de-France.
Diede i natali al pittore paesaggista Léon Germain Pelouse (1838-1891).

## Società

### Evoluzione demografica
Abitanti censiti